# Medallón de Eros

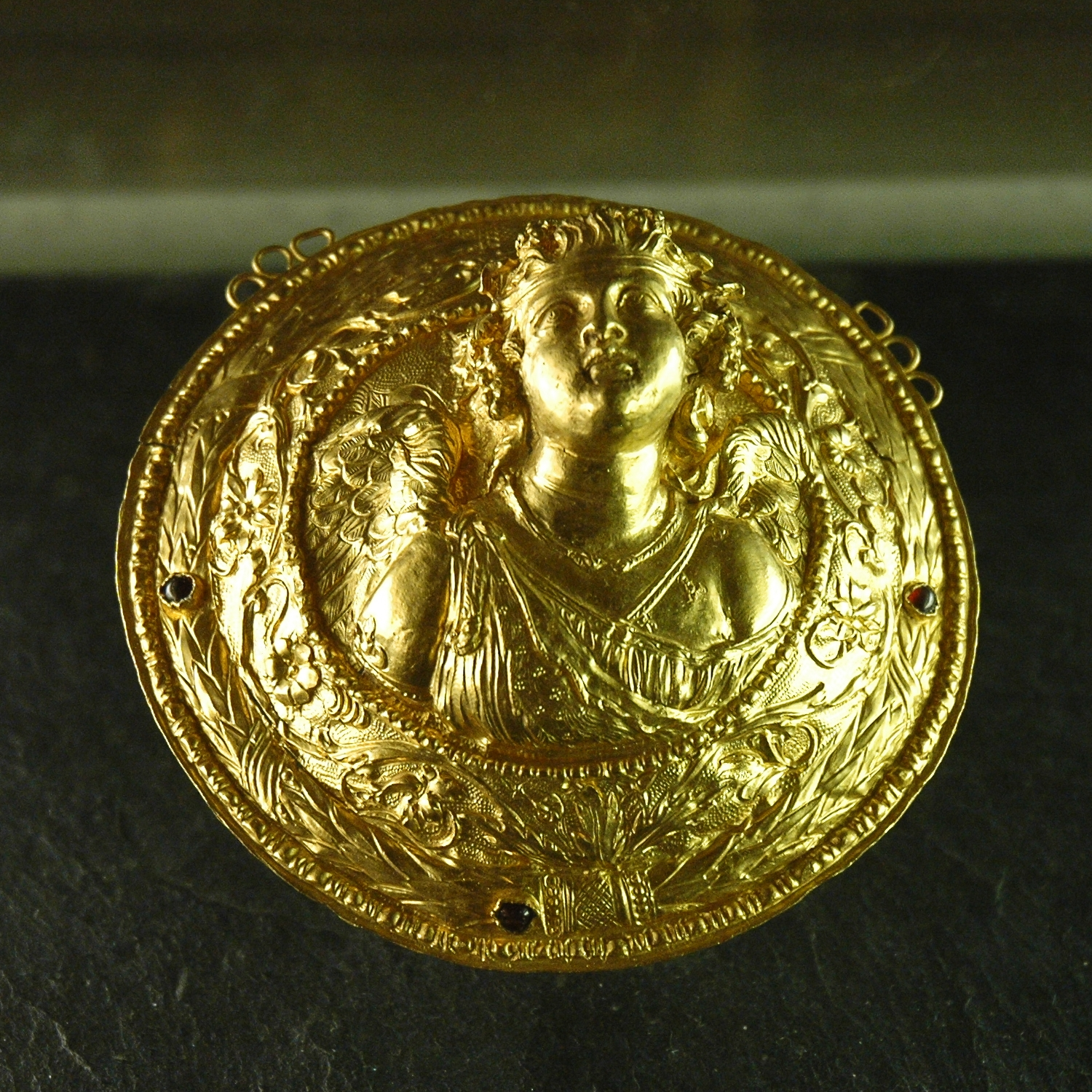
Imagen del Medallón con el busto de Eros, expuesto en el Museo del Louvre.

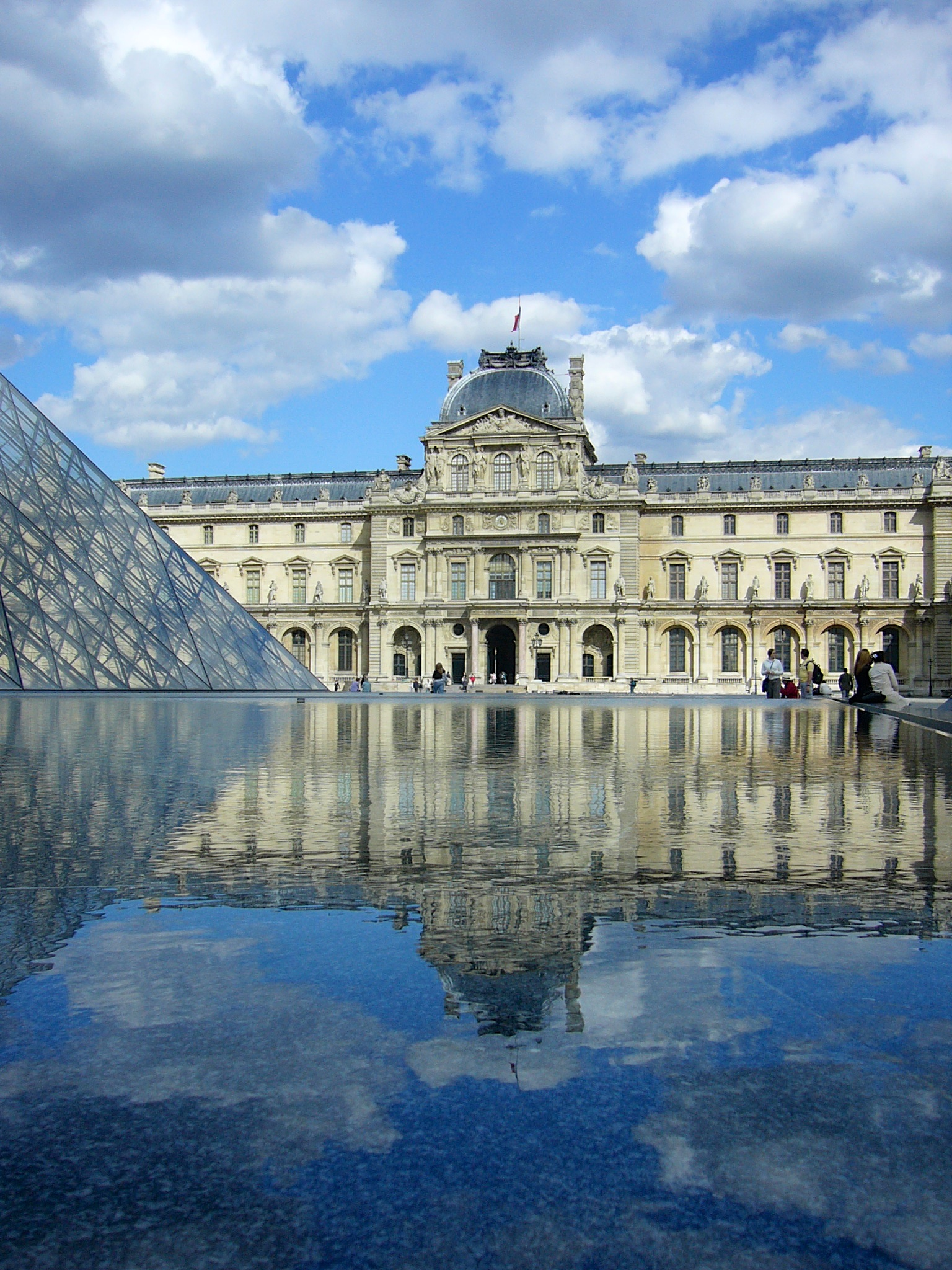
Imagen del Museo del Louvre de París (Francia).

El Medallón de Eros, también conocido como Medallón con el busto de Eros, es un medallón de oro, elaborado en la Antigua Grecia y que data del año 250 - 200 a. C., durante el llamado Período helenístico.

## Origen de la pieza
La pieza procede con casi toda seguridad de algún lugar del extremo oriente del imperio griego, (probablemente Siria o Asia Menor).

## Simbología
El medallón representa a Eros, (en griego antiguo Ἔρως), en la mitología griega era el dios primordial responsable de la atracción sexual, el amor y el sexo, venerado también como un dios de la fertilidad. En algunos mitos era hijo de Afrodita y Ares, pero según El banquete de Platón fue concebido por Poros (la abundancia) y Penia (la pobreza) en el cumpleaños de Afrodita. Esto explicaba los diferentes aspectos del amor. 

## Características
- Estilo: helenístico.
- Material: oro y granate.
- Técnica: Martilleado, repujado, engastado y soldadura.
- Altura: 9,6 centímetros.
- Diámetro: 9,4 centímetros.

## Conservación
La pieza se expone de forma permanente en el Museo del Louvre de París (Francia); En el siglo XIX formaba parte de la Colección Louis Clercq, y fue en el año 1967 cuando fue donada al Museo por H. de Boisgelin.